# Sarah Churchill (attrice)
Sarah Churchill, pseudonimo di Sarah Millicent Hermione Tuchet-Jesson, Baronessa Audley (Londra, 7 ottobre 1914 – Londra, 24 settembre 1982), è stata un'attrice e danzatrice britannica.

## Biografia
Nata a Londra nel 1914, figlia terzogenita del futuro Primo Ministro Winston Churchill e di Clementine Hozier, Sarah prese il nome della sua antenata Sarah Churchill, duchessa di Marlborough. 
In Italia divenne popolare per aver affiancato Vittorio Gassman nella pellicola Daniele Cortis (1947), diretta da Mario Soldati. Viene però ricordata soprattutto per il ruolo di Anne Ashmond nel film musicale Sua Altezza si sposa (1951), accanto a Fred Astaire. Lo stesso anno apparve in un proprio show televisivo, The Sarah Churchill Show, e fino alla fine degli anni cinquanta lavorò per il piccolo schermo.
Morì nel 1982, all'età di 67 anni.

## Vita privata
Sarah Spencer-Churchill si sposò tre volte:
nel 1936 con Victor Oliver von Samek, dal quale divorziò nel 1945;
nel 1949 con Anthony Beauchamp, del quale rimase vedova nel 1957;
nel 1962 con Henry Tuchet-Jesson, 23º barone Audley, del quale rimase vedova nel 1963.

## Filmografia parziale

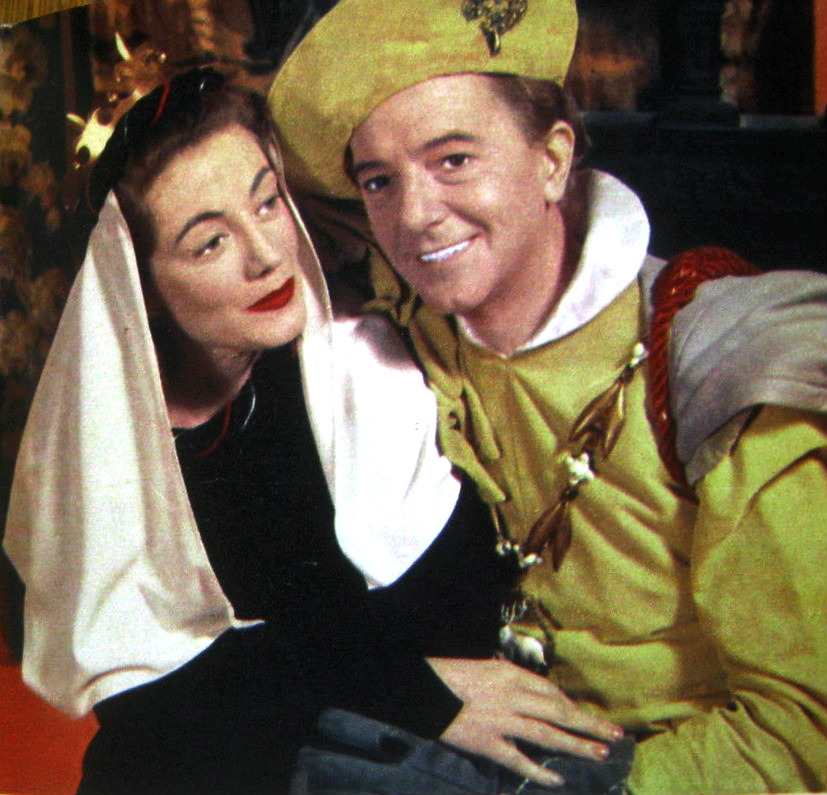
Sarah Churchill con Maurice Evans in Hallmark Hall of Fame (1954)

- Who's Your Lady Friend?, regia di Carol Reed (1937)
- Spring Meeting, regia di Walter C. Mycroft (1941)
- He Found a Star, regia di Johnny Paddy Carstairs (1941)
- Sinfonia fatale (When in Rome), regia di Victor Stoloff (1946)
- Daniele Cortis, regia di Mario Soldati (1947)
- Sua Altezza si sposa (Royal Wedding), regia di Stanley Donen (1951)
- All Over the Town, regia di Derek N. Twist (1949)
- Fabian of the Yard (1954) - Serie TV
- Serious Charge, regia di Terence Young (1959)

## Doppiatrici italiane
- Lydia Simoneschi in Sinfonia fatale
- Andreina Pagnani in Daniele Cortis
- Wanda Tettoni in  Sua altezza si sposa